# Panicum schwackeanum
Panicum schwackeanum är en gräsart som beskrevs av Carl Christian Mez. Panicum schwackeanum ingår i släktet vipphirser, och familjen gräs. Inga underarter finns listade i Catalogue of Life.